# 1981年成文法（廢除）法令
《1981年成文法（廢除）法令》（英語：Statute Law (Repeals) Act 1981；c 19）是英國國會的一項法令。
截至2010年底，該法令在大不列顛仍部分有效。

## 第2條

### 根據本條所作出的命令
第2(3)條賦予的權力由《1984年成文法廢除（萌島）令》（SI 1984/1692）行使。

## 附表2
第4段由《2008年成文法（廢除）法令》第1(1)條及附表1第1部第4組廢除。